# Heuvelland (landschap)
Heuvelland is een landschapsvorm met een oppervlaktestructuur die ligt tussen die van het laagland en het laaggebergte. Beslissend is echter niet de absolute hoogte boven zeeniveau, maar de relatieve hoogte in relatie tot de omgeving.
Meestal kent een heuvellandschap hoogten van tussen de 150 en 500 meter. In een vlak land als Nederland wordt alles wat hoger is dan 20 meter vaak al heuvel genoemd.
Het heuvelland heeft een gegolfde of gebogen horizonlijn, matige hoogteverschillen en matige hellingen. De horizonlijn, hoogteverschillen en hellingen worden tezamen wel de drie H's genoemd, de drie reliëfelementen.

## Nederland en België
Het krijt-lösslandschap van Zuid-Limburg, ook wel Heuvelland genoemd, is het enige heuvellandschap dat Nederland kent. In België zijn meerdere heuvellandschappen, waaronder het West-Vlaams Heuvelland en het Pays des Collines (Henegouwen).